# Henryk I Kardynał
Henryk I Kardynał (port. Dom Henrique, O Grande Inquisidor, ur. 31 stycznia 1512 w Lizbonie, zm. 31 stycznia 1580 w Almeirim) – król Portugalii w latach 1578–1580, piąty syn króla Manuela I i jego drugiej żony, Marii Aragońskiej.

## Życiorys
Urodził się 31 stycznia 1512 roku w Lizbonie, jako piąty syn Manuela I. Henryk nie liczył na sukcesję tronu. Oddał się więc duchowieństwu, postanowił w ten sposób reprezentować interesy portugalskie, w czasach, gdy na półwyspie Iberyjskim Kościołowi katolickiemu przewodziła Hiszpania. Szybko wspinał się po szczeblach hierarchii kościelnej. Był arcybiskupem Bragi, pierwszym arcybiskupem Evory, aż w końcu arcybiskupem Lizbony. 16 grudnia 1545 roku został kreowany kardynałem prezbiterem i otrzymał kościół tytularny Santi Quattro Coronati. Od 1539 do 1579 był zwierzchnikiem inkwizycji portugalskiej. Choć nie uczestniczył w żadnym, został uznany za jednego z faworytów do sukcesji na tronie watykańskim na konklawe 1549–1550, oraz Konklawe 1559 (brat Henryka, król Portugalii – Jan III poprosił swojego kuzyna, cesarza Karola V, żeby poparł jego kandydaturę, kupując głosy kardynałów).
Był zwolennikiem niezależności Portugalii, przyciągnął do swych przekonań jezuitów, z których usług chciał korzystać również w Imperium zamorskim. W 1550 roku ustanowił uniwersytet w Evorze. W latach 1562–1568 regent, opiekował się nieletnim infantem Sebastianem I z dynastii Aviz. Po tragicznej bitwie w 1578 pod Alcácer-Quibir, w której młody Sebastian zginął, Henryk wstąpił na tron Portugalii, w Mosteiro de Alcobaça po otrzymaniu potwierdzenia o śmierci kuzyna. Gdy wstąpił na tron zrezygnował z duchowieństwa, i szukał sposobu na zapewnienie kontynuacji dynastii Aviz, ale jego prośbom nie przychylił się ówczesny papież Grzegorz XIII, który był spowinowacony z Habsburgami.
Pomimo problemów z sukcesją, Henryk I nigdy nie ustanowił swoim następcą kuzyna o Prior do Crato (port. Przeor Crato; Tytuł – najwyższy w hierarchii w zakonie Hospitalários. Nazwa pochodzi od dominium w Crato, które zakonowi przekazał król Sancho II w 1232 roku), ponieważ nie uznawał legitymizmu Dom Antonia. Wskutek tego, po śmierci Henryka nastąpił okres kryzysu w sukcesji tronu portugalskiego. Antonio, Prior do Crato wstąpił ostatecznie na tron, ale nie udało się mu go utrzymać. Stracił go na rzecz swojego kuzyna – Filipa II, króla Hiszpanii.
Zmarł 31 stycznia 1580 roku w Almeirim. W listopadzie Filip II wysłał księcia Alby, aby zdobył Portugalię. Lizbona upadła bardzo szybko i Filip II Hiszpański został wybrany królem portugalskim przyjmując imię Filipa I. Wybór został przeprowadzony pod warunkiem, że teren Portugalii oraz jej terytoria zamorskie nie zostaną jedną z prowincji hiszpańskich.